# بسمة العشوش
بسمة العشوش (من مواليد 20 نوفمبر 1977) عداءة من الأردن.

## المشاركة في الألعاب الأولمبية
شاركت في سباق 100 متر سيدات في دورة الألعاب الأولمبية الصيفية 2004 في أثينا. وسجلت نتيجة 12.09 ثانية وقد تفوقت على رقمها السابق 12.27 ثانية.

## البطولات الأخرى
مثلت الأردن في بطولة العالم لألعاب القوى والبطولة العربية لألعاب القوى لأكثر من مرة.